# Red (Randi Tytingvåg)
Red è il terzo album in studio della cantante norvegese Randi Tytingvåg, pubblicato il 16 ottobre 2009 su etichetta discografica Edition Ozella.

## Tracce
1. Red or Dead – 4:32
2. Quite Noise – 3:12
3. My Heart Belongs to Daddy – 3:13
4. Queen & King – 3:49
5. Why – 5:17
6. Mr. Barn – 4:40
7. Song for Alice – 4:37
8. Cohesion – 5:08
9. Big in China – 4:02
10. How Can You Know? – 4:53
11. A Trip to the Moon – 5:28

## Classifiche
| Classifica (2009) | Posizione massima |
| ----------------- | ----------------- |
| Norvegia          | 30                |